# Welcome to the Party (песня Pop Smoke)
Welcome to the Party — песня американского рэпера Pop Smoke из его дебютного микстейпа Meet the Woo. Она была выпущена 23 апреля 2019 года на лейблах Victor Victor Worldwide и Republic Records. Песня была спродюсирована 808Melo. Официальный ремикс был выпущен 15 августа 2019 года при участии Ники Минаж. Второй ремикс при участии Скепты вышел 16 августа 2019 года. Complex поставил песню на 13 место в списке лучших песен за 2019 год, Pitchfork включил песню в список лучших за 2019 год.

## Предыстория

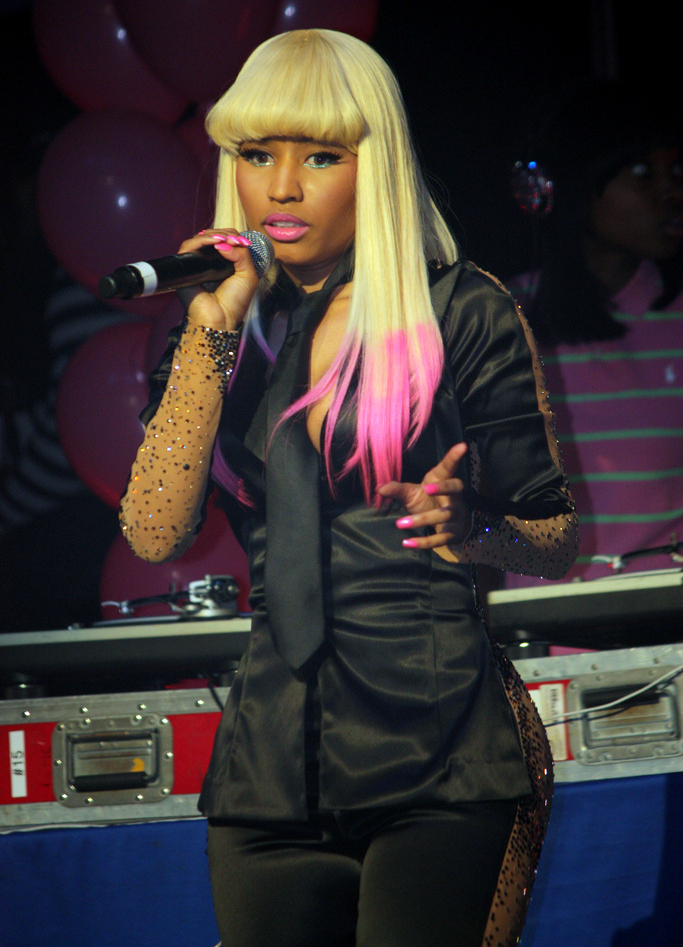
Ники Минаж

23 апреля 2019 года, сольная версия песни стала синглом с дебютного микстейпа Meet the Woo.

### Ремиксы
После популярности песни, были сделаны ремиксы от ASAP Ferg, Pusha T, Rico Nasty, Kiing Shooter, Dave East и Meek Mill. 14 июля 2019 года, Pop Smoke представил отрывок официального ремикса на песню «Welcome to the Party» при участии Ники Минаж, во время релизной вечеринки микстейпа. Он был выпущен 15 августа 2019 года.

## Оценки
Песня была названа «хаотичной» и содержащей «зловещую и жестокую» лирику, а голос Pop Smoke назван как «нелепый» и «навязчиво глубокий». Джессика МакКинни из Complex назвала песню «отчётливо бруклинской» из-за сильного акцента Pop Smoke и ударного бита от продюсера 808Melo, который Pitchfork назвал «тяжёлым басом».

## Чарты
| Чарт (2019)                            | Высшая позиция |
| -------------------------------------- | -------------- |
| США (Billboard Bubbling Under Hot 100) | 5              |
| США (Billboard Rhythmic)               | 48             |